# Râul Jgheboasa
Râul Jgheboasa este un curs de apă, afluent al râului Ribița. 

## Hărți
- Harta județului Hunedoara
- Harta munții Apuseni
- Harta munții Bihor